# Achlya
Achlya este un gen de insecte lepidoptere din familia Drepanidae.

## Specii[1]
- Achlya angustefasciata
- Achlya atrescens
- Achlya cinerea
- Achlya clausa
- Achlya confluens
- Achlya covergens
- Achlya finmarchica
- Achlya flavicornis
- Achlya fuscomaculata
- Achlya haverkampfi
- Achlya interrupta
- Achlya jezoensis
- Achlya kuramana
- Achlya lapponica
- Achlya longipennis
- Achlya luteicornis
- Achlya medionigra
- Achlya melanalba
- Achlya meridionalis
- Achlya nigrescens
- Achlya nigromaculata
- Achlya nigro-plumbosa
- Achlya nudata
- Achlya obscura
- Achlya obsoleta
- Achlya pseudoalbingensis
- Achlya rosea
- Achlya scotica
- Achlya signatipennis
- Achlya simplex
- Achlya sulphureomaculata
- Achlya unifasciata
- Achlya unilinea
- Achlya unimaculata